# Condado de Logan (Dakota do Norte)
O Condado de Logan é um dos 53 condados do Estado americano da Dakota do Norte. A sede do condado é Napoleon, e sua maior cidade é Napoleon. O condado possui uma área de 2 619 km² (dos quais 48 km² estão cobertos por água), uma população de 2 308 habitantes, e uma densidade populacional de 1 hab/km² (segundo o censo nacional de 2000).